# Thomas Matthew Crooks

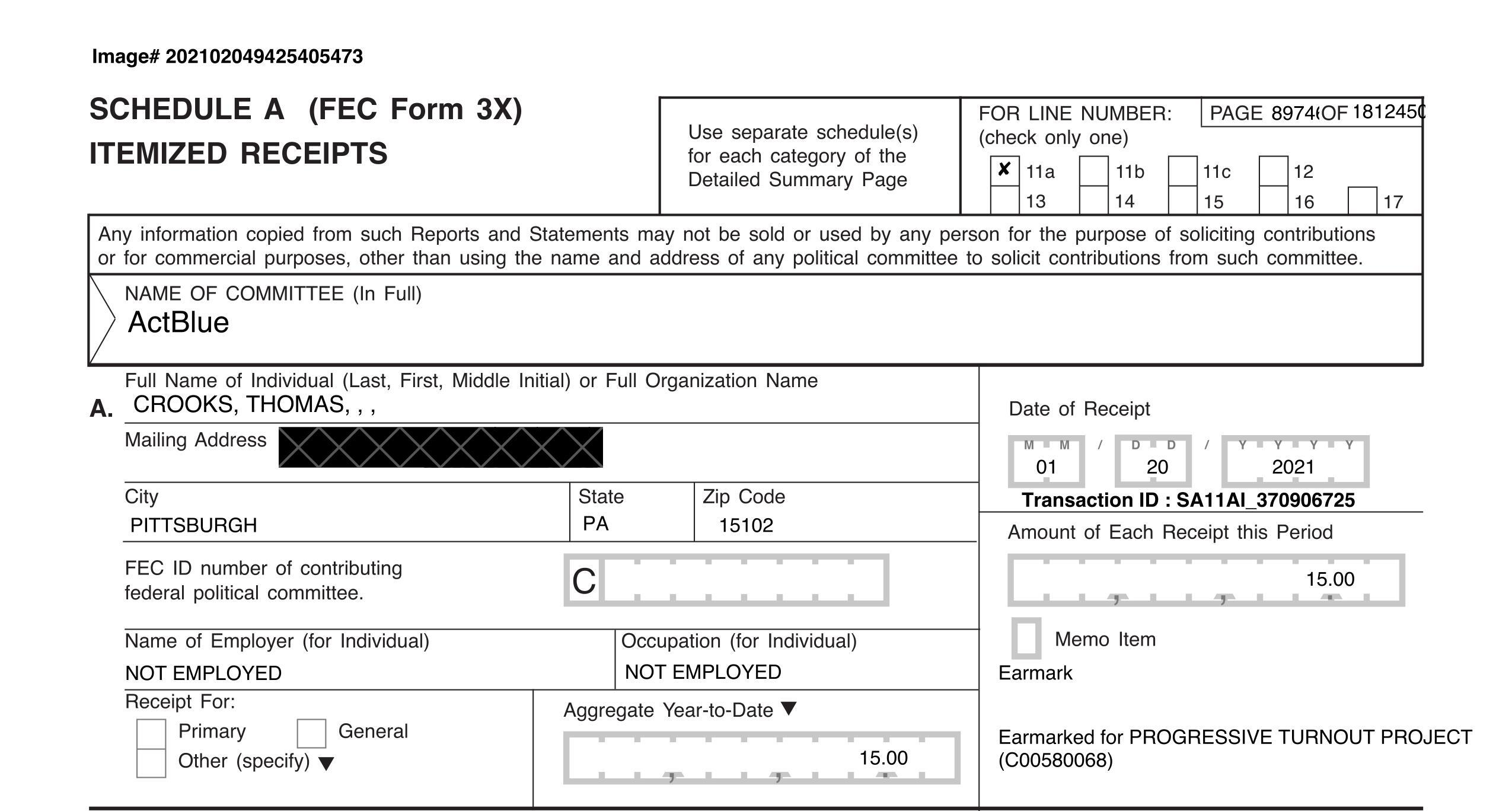
Rebut que mostra la donació de Thomas Crooks a ActBlue. La data de la donació era el 20 gener 2021 i l'import de 15,00 dòlars

Thomas Matthew Crooks (Pennsilvània, 20 de setembre de 2003 - Comtat de Butler, 13 de juliol de 2024) va ser un home estatunidenc que va intentar assassinar Donald Trump, el 45è president dels Estats Units i presumiblement candidat del Partit Republicà per a les eleccions presidencials de 2024. El 13 de juliol de 2024, durant un discurs de Trump en una manifestació de campanya a prop de Butler, Pennsilvània, Crooks va utilitzar un rifle semiautomàtic d'estil AR-15 per disparar vuit trets des d'un terrat a uns 120 metres al nord de l'escenari. Va ferir Trump a l'orella dreta, va matar una assistent a l'acte i va ferir-ne greument dos més. Va ser abatut per un franctirador de l'equip de contraatac del Servei Secret dels Estats Units uns segons després del tiroteig.

## Primers anys i educació
Thomas Matthew Crooks va néixer a Bethel Park, Pennsilvània. El barri on vivia va ser descrit com de "classe mitjana, potser de classe mitjana-alta". Crooks va assistir a Bethel Park High School, on era conegut com un estudiant superior a la mitjana, i es va graduar el 2022. Els companys de classe i els funcionaris de l'escola el van qualificar de tranquil, i els companys de classe van afirmar que sovint era assetjat. Un antic company el va descriure com "increïblement intel·ligent". Va rebre un premi de 500 dòlars, el mateix any, de la National Math and Science Initiative. Crooks va treballar com a ajudant dietètic al Bethel Park Skilled Nursing and Rehabilitation Center, una residència d'avis local. Tenia un compte poc utilitzat a Discord, una plataforma de xarxes socials.

## Intent d'assassinat de Donald Trump
El 14 de juliol, el FBI va identificar-lo com el tirador de l'⁣intent d'assassinat de Donald Trump. L'arma que utilitzava suposadament la va comprar el seu pare. Crooks va ser abatut per un franctirador de l'⁣equip de contraatac del Servei Secret. No tenia antecedents penals coneguts. Les fotos del cos de Crooks el mostraven amb una samarreta que semblava ser marxandatge de Demolition Ranch, un canal de YouTube que popularitza la cultura de les armes de foc i les pistoles. Dins del seu vehicle i a casa seva es van trobar materials per a la fabricació de bombes. Durant l'intent d'assassinat, Crooks va disparar a tres adults assistents a la manifestació, deixant una persona morta, identificada com Corey Comperatore, de 50 anys, i dues de greument ferides.

## Visions polítiques
Segons un polític local que va conèixer els pares de Crooks mentre feia un acte, la seva mare era demòcrata i el seu pare llibertari. El polític va descriure la família com una "gran amalgama de diferents orígens i ideals".
Crooks era republicà registrat, i el seu registre de votants estava actiu des del setembre de 2021, el mes en què va fer 18 anys. Un antic company de classe de Crooks el va descriure com "lleugerament inclinat a la dreta". Segons els seus companys de secundària, Crooks era conegut per les seves inclinacions conservadores desafiants durant les discussions i debats polítics, per això sorprendria encara més el seu intent d'assassinar un candidat conservador.
El 20 de gener de 2021, als 17 anys, va donar 15 dòlars al Progressive Turnout Project, un grup liberal de participació electoral, a través de la plataforma de donacions del Partit Demòcrata ActBlue, una organització dedicada a millorar la participació entre els votants del Partit Demòcrata. La seva donació es va fer el mateix dia que Joe Biden va jurar el càrrec. Segons el Progressive Turnout Project, va fer la donació en resposta a un correu electrònic sobre "sintonitzar" la inauguració i es va cancel·lar la subscripció a la llista de correu del grup el 2022.
Tot i que es va anomenar Crooks com a autor poques hores després del tiroteig, l'FBI no va fer cap declaració oficial sobre les seves opinions polítiques o un possible motiu, tot i que se'n destacà que semblava tenir una visió política conservadora i solitària.